# Boga (peix)
La boga o bogarró (Boops boops) és un peix teleosti de la família dels espàrids i de l'ordre dels perciformes que sol formar moles abundants mar endins. Viu en tota mena de substrats (sorra, fang, roques o herbassars) fins als 250 metres de profunditat malgrat que sigui més abundant als primers 100 metres. El nom científic prové del grec βόωψ, «ull de bou» pels seus ulls molt grans.

## Descripció
- Pot arribar als 36 cm de llargària total.[3] La talla mínima legal de captura és d'onze centímetres.[3][4]
- Cos afusat amb quatre llistes longitudinals laterals grogues.[5]
- El nombre d'escates de la línia lateral és entre 60 i 80.[2]
- Viu nedant en moles sobre tot tipus de fons fins a 350 m. Es reprodueix de febrer a maig. Els joves carnívors, els adults, herbívors.[3] És un peix pelàgic i molt voraç, que viu prop de les costes rocoses i sobre camps de fanerògames marines.[6]

## Distribució
Es troba a les costes de l'oceà Atlàntic oriental (des de Noruega fins a Angola, incloent-hi les Illes Canàries, Cap Verd i Sao Tomé i Príncipe), de la mar Mediterrània i de la mar Negra.

## Pesca i consum
Es pesca per consum huma, però té una carn nogensmenys poc apreciada gastronòmicament, perquè té molta espina. Es pesca amb arts d'arrossegament, de platja, d'encerclament, soltes, tresmalls, boleros, línies de mà, volantí i amb canya. Com a conseqüència del poc valor comercial, se'l fa servir a vegades com a esquer per a palangres i per a diverses modalitats de la pesca de túnids.
La boga es pot cuinar enfarinada, fregida o a la planxa. Amb una mica d'all i julivert i un bon raig d'oli queda força bona.